# Шамшев, Иван Иванович
Ива́н Ива́нович Ша́мшев (1819—1892) — генерал от кавалерии Русской императорской армии, генерал-адъютант, начальник отдельной Донской казачьей дивизии.

## Биография
Родился 4 мая 1819 года, из дворян Войска Донского. Образование получил во 2-м кадетском корпусе, по окончании которого 27 июля 1837 года был произведён в хорунжие и выпущен в Лейб-гвардии Атаманский полк.
С этим полком принимал участие в военных действиях на Кавказе в 1839—1841 годах и, прослужив в нём более 10 лет, уже в чине ротмистра, 26 ноября 1848 года перевёлся в Лейб-гвардии казачий полк. Здесь ему сейчас же пришлось принять участие в Венгерской кампании 1849 года, а потом в Крымской войне.
В 1854 году он был произведён в полковники, а 30 августа 1861 году — в генерал-майоры и назначен командиром Лейб-гвардии казачьего полка. С этим полком Шамшев принял деятельное участие в подавлении беспорядков в Литовском крае во время Польского восстания 1863 года В том же году он получил сперва орден св. Владимира 3-й степени, а потом зачислен в Свиту Его Императорского Величества (4 сентября), в 1865 году был удостоен ордена св. Станислава 1-й степени, а в 1867 году — ордена св. Анны 1-й степени (императорская корона к этому ордену пожалована в 1869 году).
С 1868 по 1872 год Шамшев командовал Лейб-гвардии сводно-казачьим полком, в 1871 году награждён орденом св. Владимира 2-й степени.
26 февраля 1872 года он был произведён в генерал-лейтенанты, с отчислением в Войско Донское, спустя три года, 20 апреля 1875 года, он назначен генерал-адъютантом и 31 августа того же года — начальником отдельной Донской казачьей дивизии.
С началом русско-турецкой войны 1877—1878 гг. началась снова и боевая деятельность И. И. Шамшева. За оказанные в сражениях отличия он был награждён в 1878 году орденом Белого орла, а в 1879 году золотой саблей с алмазными украшениями и с надписью «За храбрость».
По возвращении из Турции он продолжал командовать отдельной Донской казачьей дивизией до 1886 года.
В 1882 году ему был пожалован орден св. Александра Невского, а спустя ещё пять лет бриллиантовые знаки к этому ордену. 30 августа 1886 года он был произведён в генералы от кавалерии и с тех пор состоял по Войску Донскому.
Шамшев скончался 21 апреля 1892 года на 73-м году жизни.
После смерти Шамшева Ивана Ивановича два сына генерала: Иван Иванович и Василий Иванович разделили между собой его земли: одна часть, которая находилась во владении Ивана Ивановича стала называться Иваново-Шамшево; другая часть, которая находилась во владении  Василия Ивановича, стала называться Васильево-Шамшево.